# St. Simeon (Oberpierscheid)

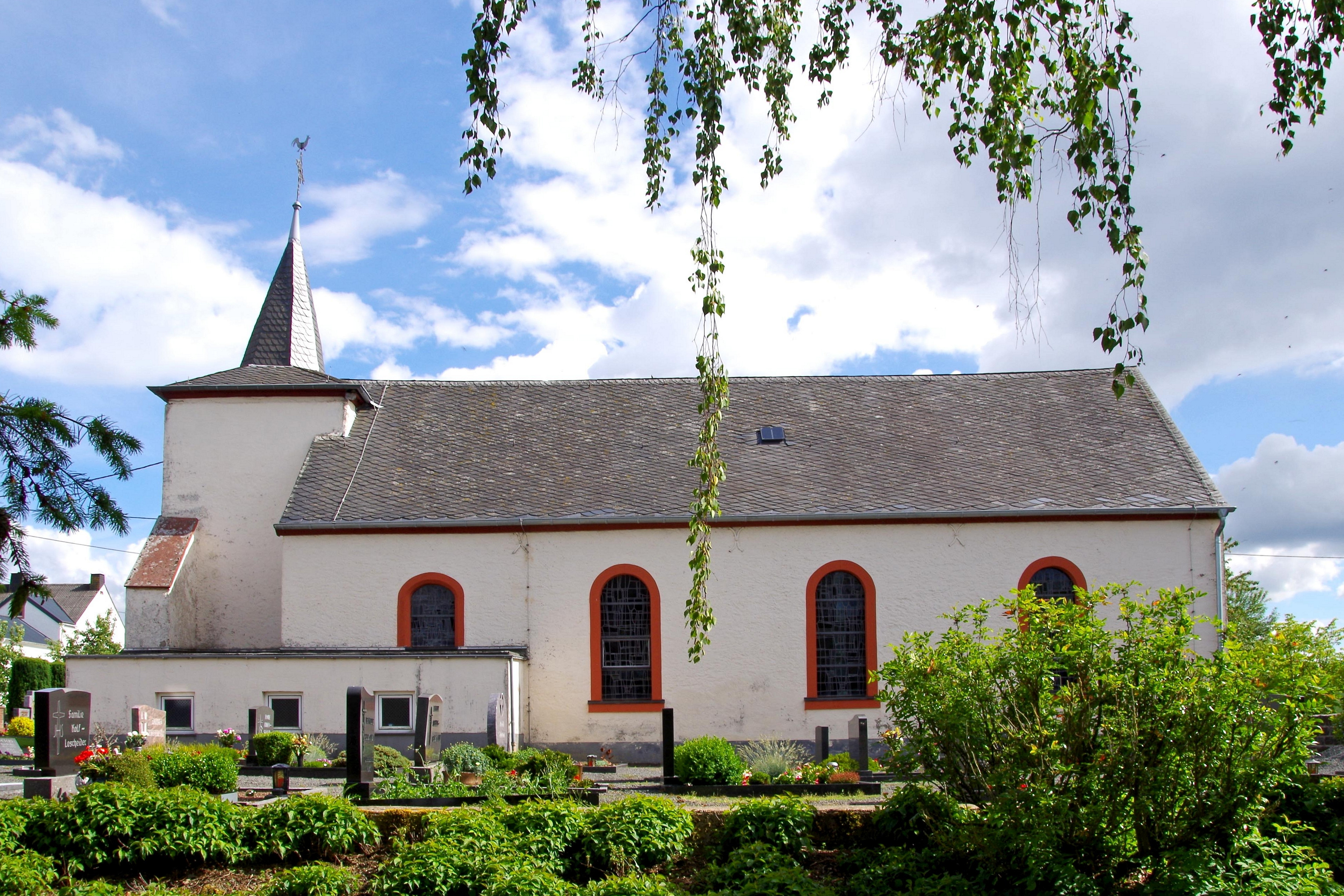
St. Simeon in Oberpierscheid

Die Kirche St. Simeon ist die römisch-katholische Filialkirche von Oberpierscheid im Eifelkreis Bitburg-Prüm in Rheinland-Pfalz. Die Kirche gehört zur Pfarrei Ringhuscheid in der Pfarreiengemeinschaft Schönecken-Waxweiler im Dekanat St. Willibrord Westeifel im Bistum Trier.

## Geschichte

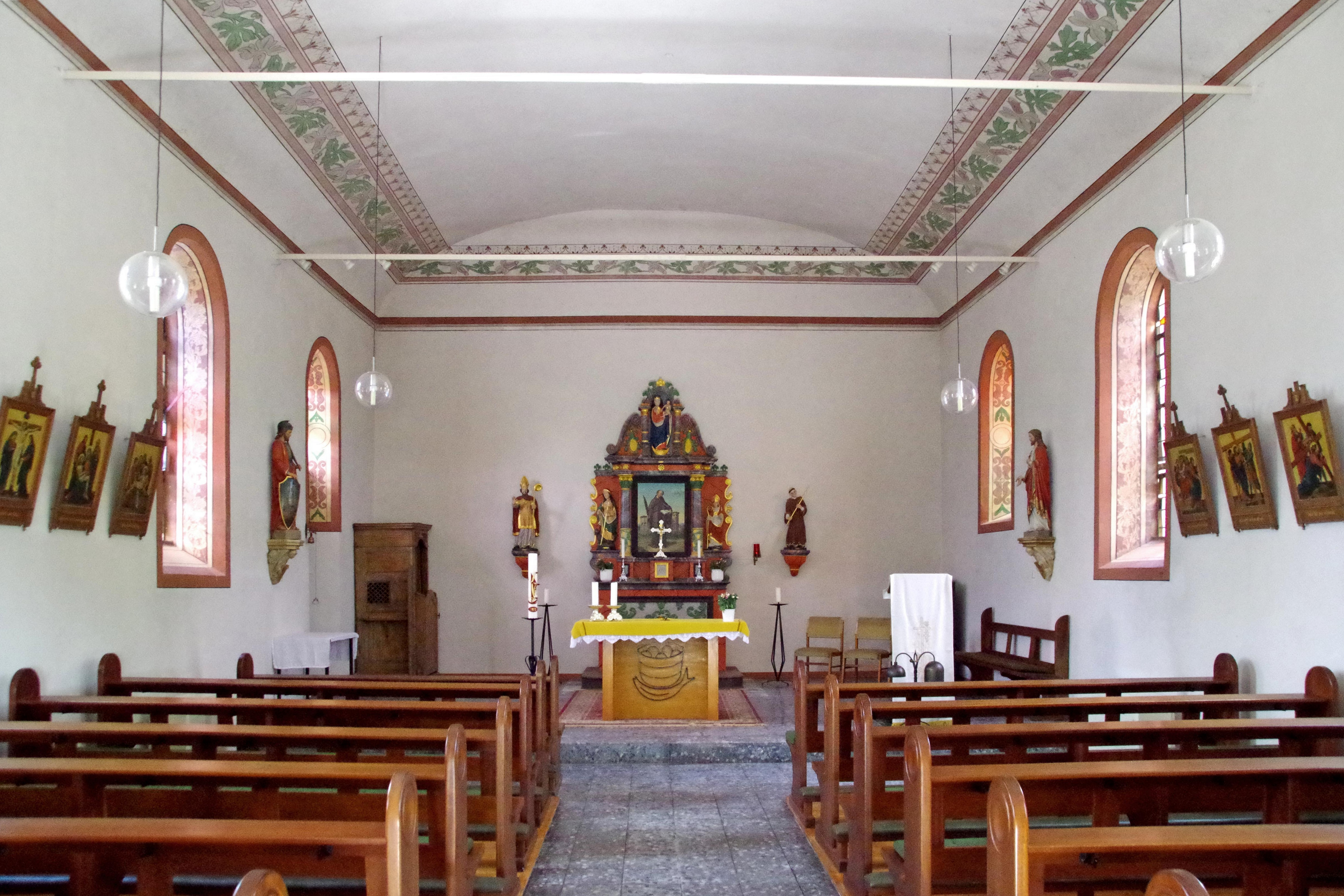
St. Simeon (Oberpierscheid)

1408 ist in Oberpierscheid eine Kapelle bezeugt, deren Turm im Osten des Gebäudes als Choranschlussturm überlebt hat. Der heutige vierachsige Saalbau stammt aus dem 19. Jahrhundert. Bis 1808 gehörte die Kirche zur Pfarrei Waxweiler, seither zu Ringhuscheid. Kirchenpatron ist Simeon von Trier.

## Ausstattung
Der barocke Altar zeigt ein Gemälde des Kirchenpatrons mit der Porta Nigra, in die er sich einmauern ließ, ferner Figuren von Maria mit Jesuskind, Jodokus, Germanus von Auxerre und Nikolaus von Myra.